# Josef Rudolf Witzel
Pour les articles homonymes, voir Witzel.
Josef Rudolf Witzel, né à Francfort en 1867 et mort en 1925, est un artiste allemand, à la fois peintre, illustrateur et décorateur, l'un des affichistes pionniers de style art nouveau en son pays.

## Biographie

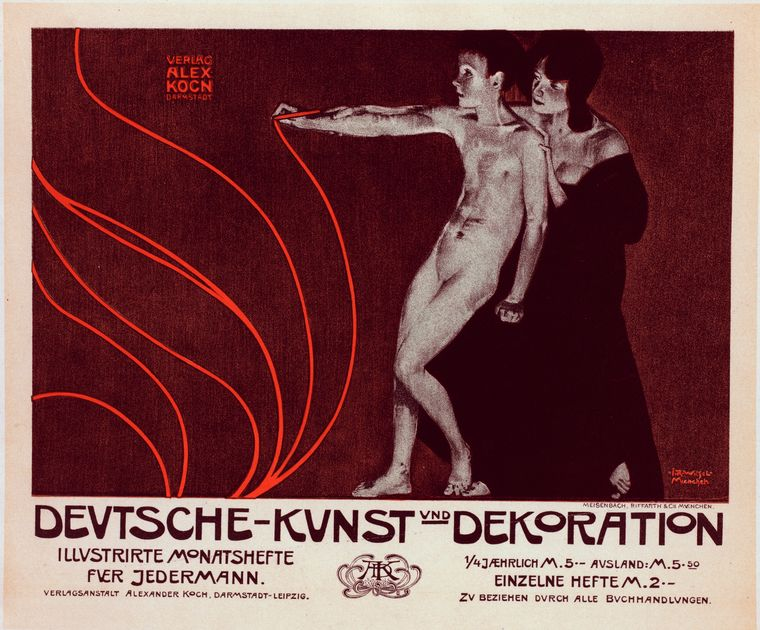
Affiche pour la revue Deutsche-Kunst und Dekoration (1898).

Witzel étudie l'art à l'École d'État supérieure des beaux-arts de Francfort (lié au Städel), puis à l'Académie des beaux-arts de Karlsruhe.
Il part s'installer à Munich en 1890, où il entre en relation avec les membres de la Sécession en 1892 tel Franz von Stuck . Il s'intéresse au japonisme, à l'affiche illustrée française et à l'explosion stylistique qui déferle bientôt partout en Europe, l'Art nouveau.
Dès mars 1896, il collabore à la nouvelle revue hebdomadaire Jugend pour laquelle il fournit de nombreuses couvertures et illustrations. Dans le même temps, il produit des affiches lithographiées très remarquées. Pour sa revue Les Maîtres de l'affiche (1895-1900), Jules Chéret choisit de reproduire Deutsche-Kunst und Dekoration exécutée par Witzel au début de 1898, dans le cadre d'un concours pour une revue mensuelle et imprimée à Darmstadt chez Alexander Koch. 
Il travaille aussi pour des éditeurs de cartes postales, parfois à caractère érotique.
Outre des commandes liées à l'art, aux hôtels, aux restaurants et aux spectacles, Witzel traite aussi avec des clients de l'industrie, comme le constructeur automobile Audi (1912).
Après la Première Guerre mondiale, Witzel semble continuer à produire des affiches, notamment pour le cinéma.
Il signait parfois J. R. Witzel, Josef R. Witzel ou JRW.